# Sinendé
Sinendé es una comuna beninesa perteneciente al departamento de Borgou.
En 2013 tiene 91 672 habitantes, de los cuales 35 267 viven en el arrondissement de Sinendé.
Se ubica en la esquina noroccidental del departamento.

## Subdivisiones
Comprende los siguientes arrondissements:
- Fô-Bourè
- Sèrèkè
- Sikki
- Sinendé